# Ліпова (Нижньосілезьке воєводство)
Ліпова (пол. Lipowa) — село в Польщі, у гміні Кондратовиці Стшелінського повіту Нижньосілезького воєводства.
Населення — 76 осіб (2011).
У 1975-1998 роках село належало до Вроцлавського воєводства.

## Демографія
Демографічна структура станом на 31 березня 2011 року:
|          | Загалом | Допрацездатний вік | Працездатний вік | Постпрацездатний вік |
| -------- | ------- | ------------------ | ---------------- | -------------------- |
| Чоловіки | 38      | 9                  | 28               | 1                    |
| Жінки    | 38      | 6                  | 24               | 8                    |
| Разом    | 76      | 15                 | 52               | 9                    |